# Plumeria inodora
Plumeria inodora är en oleanderväxtart som beskrevs av Nikolaus Joseph von Jacquin. Plumeria inodora ingår i släktet Plumeria och familjen oleanderväxter. Inga underarter finns listade i Catalogue of Life.